# Lobnica (Kokra)
Lobnica je gorski potok, ki izvira ob vzhodnih pobočjih gore Mali Grintavec (1813 m) in se kot desni pritok izliva v reko Kokro.
V srednjem toku je na Lobnici 20 m visok slap, tik nad njim pa še položnejše slapišče.